# Stadio Kadir Has
Lo stadio Kadir Has è un impianto sportivo situato a Kayseri.
È lo stadio di casa del Kayserispor Kulübü e del Kayseri Erciyesspor Kulübü.
Con una capacità di 32864 posti a sedere è uno degli stadi più moderni costruiti in Turchia; l'impianto ha ottenuto 4 stelle di certificazione UEFA.

## Caratteristiche
Il campo da gioco misura 68mX105m ed è completamente in erba naturale inoltre esso è dotato di un impianto di drenaggio ed un impianto di riscaldamento del terreno in caso di nevicate.

## Inaugurazione
L'impianto è stato inaugurato l'8 marzo 2009 in occasione della gara di campionato tra Kayserispor e Fenerbahçe.